# 皮埃尔·普朗塔尔
皮埃尔·普朗塔尔（法語：Pierre Plantard，1920年3月18日—2000年2月3日）郇山隐修会的创建者，从20世纪60年代开始，他声称自己是法国墨洛温王朝达戈贝尔特二世的男性后裔，也是诺查丹玛斯预言的“大君主”。在现今法国，他通常被认为是一个骗子。

## 早年经历
皮埃尔·普朗塔尔于1920年出生于巴黎，是一名管家与一名门房（在20世纪40年代的警方报告中被描述为富裕家庭的厨师）的儿子。17岁离开学校后，他在巴黎第九区的圣路易安廷教堂成为了一名教堂圣器收藏室的管理人。从1937年起，他开始组建神秘的极端民族主义协会，如法国联盟（1937年）和法国民族复兴（1941年），以支持一场基于反犹太主义和反共济会运动的“民族革命”。

### 法国被占领时期
1940年8月13日，维希法国法兰西大东方社解散后，普朗塔尔于1940年12月16日写信给菲利普·贝当元帅，表示愿意为通敌政府提供服务，提到“可怕的共济会和犹太阴谋”。1941年4月21日，普朗塔尔写信给巴黎警察局，称其所在的法国国家复兴组织（French National Renewal）将接管位于巴黎马勒塞布大街22号1楼的空置房产，“目前该房产出租给英国犹太人夏皮罗（Shapiro）先生，他目前正在英国武装部队中与同伴并肩作战。”到了1942年，普朗塔尔想成立另一个协会，即阿尔法－加拉特斯，该组织禁止犹太人加入，但德国占领当局拒绝批准。

### 阿尔法－加拉特斯
阿尔法－加拉特斯的章程于1942年9月21日订立，出版了一本名为《征服—为了一个年轻的骑士》（Vaincre-Pour une jeune chevalerie）的期刊，从1942年9月到1943年2月，共出版了六期，其中包含反犹太主义和反共济会议题。因普朗塔尔无视德国当局对组建阿尔法－加拉特斯的禁令，因此被捕入狱服刑四个月。
巴黎警察局的克劳德·查洛特（Claude Charlot）在哥伦比亚广播公司（CBS）的《60分钟》（60 Minutes）纪录片中表示，阿尔法－加拉特斯“只有四名正式成员”。根据警方1945年2月13日关于阿尔法－加拉特斯的一份报告，该组织最多只有50名成员，成员们在评估协会主席皮埃尔·普朗塔尔并发现这不是一家严肃的组织后，便纷纷离开。

### 战后活动
法国解放以后，皮埃尔·普朗塔尔试图将阿尔法－加拉特斯转变为一个抵抗组织，并于1947年尝试组建“拉丁学院”。
1951年7月8日，他加入了共济会法兰西大东方社。
1951年普朗塔尔与Anne-Léa Hisler（1930–1970）结婚。他们住在法国东南部靠近瑞士边境的阿讷马斯，直到1956年两人离婚。与此同时，普朗塔尔在查诺温制表公司（établissements Chanovin）担任绘图员。1972年，他迎娶了蒙托邦的安妮·玛丽·卡维尔（Anne Marie Cavaille）。

### 郇山隐修会
1956年6月25日，皮埃尔·普朗塔尔和安德烈·博诺姆（André Bonhomme）在圣于连昂热讷瓦合法注册了一个新的协会，名为郇山隐修会（Priory of Sion），总部位于靠近日内瓦附近的阿讷马斯。该组织致力于支持在阿讷马斯建造廉价住房，并通过其期刊《Circuit》批评当地政府。名字中的“Sion”并不是指古老的以色列土地，而是指当地的一座同名小丘－Mont de Sion。根据其章程，该组织打算在那里建立一个休养中心。该协会于1956年12月解散。

### 公共安全委员会
1958年，普朗塔尔回到巴黎，在1958年5月法国政变（阿尔及利亚危机）期间，他积极支持戴高乐将军，在巴黎成立了自己的公共安全委员会（称为“中央委员会”），并自称“韦队长”的名字，宣称这是雅克·马絮将军在阿尔及利亚成立的官方委员会的一部分。戴高乐不支持任何公共安全委员会的存在，给予阿尔及利亚自由选举，该国最终于1962年获得独立，并得到戴高乐的支持。

## 郇山隐修会骗局

### 日索尔
1961年，作家热拉尔·德塞德（Gérard de Sède）在《黑与白》（Noir et blanc）杂志上发表了一篇关于诺曼底日索尔城堡的文章，文章与罗杰·卢霍伊（Roger Lhomoy）的说法有关，自1946年以来，罗杰·卢霍伊声称这里藏有圣殿骑士团的宝藏。普朗塔尔阅读了这篇文章并写信给德塞德，后来与他合作于1962年出版了《圣殿骑士在我们中间》（Les Templiers sont parmi nous，ou，L'Enigme de Gisors）一书。该书中再次出现了郇山隐修会（Priory of Sion）的名字。

### 雷恩城堡
1962年，作家罗贝尔·沙鲁（Robert Charroux）出版了《世界珍宝》（Trésors du monde）一书，讲述了诺埃尔·科尔比（Noël Corbu）的故事，他声称19世纪的牧师贝朗热·索尼埃（Bérenger Saunière）在雷恩堡村发现了卡斯蒂利亚的布兰卡的宝藏。这激发了普朗塔尔就这一主题写自己的书，但由于找不到出版商，他的手稿被热拉尔·德塞德大量改写，最终出版了1967年的《雷恩堡的黄金》（L'Or de Rennes）一书。 这本书改编了科尔比的故事，以符合普朗塔尔关于墨洛温国王达戈贝尔特二世家族存续的说法，而普朗塔尔自1964年开始声称自己是达戈贝尔特二世的后代，并开始在法國國家圖書館存放虚假文件，讲述郇山隐修会的秘密历史。
这些郇山隐修会的文件包含了虚假的家谱，将普朗塔尔的家谱与路易·索雷尔（Louis Saurel）在法国杂志Les Cahiers de l'Histoire Number 1（1960）上的一篇文章中发现的另一个家谱相关联。.普朗塔尔最初声称这些家谱是由埃尔韦医生（Doctor Hervé）和皮雄神父（Abbé Pichon，1828–1905年，一位历史人物）应拿破仑·波拿巴的要求编写，拿破仑是从西耶斯神父那里得知了关于墨洛温家族幸存的消息。普朗塔尔补充道，巴黎圣克罗蒂德圣殿的前牧师皮埃尔·普朗塔尔神父（谎称他们有亲属关系）于1939年3月18日起草了达戈贝尔特二世家族的家谱，后来声称皮雄神父是弗朗索瓦·德隆（François Dron，一个完全不同的历史人物，钱币学家）的化名。
在20世纪80年代当让-吕克·肖梅伊（Jean-Luc Chaumeil）指出普朗塔尔所谓的家谱是对1960年路易·索雷尔文章的虚构改编时，普朗塔尔发布了一张日期为1960年4月14日的“支票”，显示他的前妻Anne-Léa Hisler已因《Les Cahiers de l'Histoire》中的文章获得报酬，因此声称她是原作者。
20世纪60年代的隐修会档案对郇山隐修会的历史进行了修订，声称它是由戈弗雷·德·布永在十字军东征期间创建的，以耶路撒冷的锡安山命名，并将其与一个真正的历史修道院－锡安圣玛利亚修道院混为一谈。
德塞德的书最著名的是复制了两张“羊皮纸”，据称是由贝朗热·索尼埃发现的，暗示了达戈贝尔特二世家族的幸存。然而，在1967年出版《雷恩堡的黄金》之后，普朗塔尔和德塞德因图书版税而争吵，普朗塔尔的朋友兼同谋菲利普·德舍里塞（Philippe de Chérisey）宣布他伪造了“羊皮纸”。但正是由于德塞德的著作《雷恩堡的黄金》的成功，皮埃尔·普朗塔尔作为雷恩堡秘密的守护者而声名鹊起。
到1978年，普朗塔尔开始声称，他的祖父曾在雷恩堡见过贝朗热·索尼埃，索尼埃的真正财富来源是附近雷恩莱班教区牧师亨利·布代（Abbé Henri Boudet）。

### 羊皮纸和家谱骗局
1967年，当“羊皮纸”最初发表在热拉尔·德塞德的著作《雷恩堡的黄金》中时，据说有四张羊皮纸最初是由索尼埃在他的教堂中空的柱子中发现的。亨利·洛比诺（Henri Lobineau）在《莱茵河之谜》（L'Enigme de Rhidae，1964年）中表示，索尼埃发现了带有卡斯蒂利亚的布兰卡王室印章的文件，并提供了一份皮雄神父于1805年至1814年使用法国大革命期间发现的文件绘制的达戈贝尔特二世的家谱。羊皮纸上说，墨洛温家族是便雅悯支派的后裔，达戈贝尔特二世在雷恩城堡藏了一份“该死的”宝藏。
1965年的一份郇山隐修会文件对这一点进行了详细阐述，称索尼埃在雷恩堡的前任牧师之一－安东尼·比古神父（Abbé Antoine Bigou）在1790年发现了侯爵夫人玛丽·德·内格里·达贝勒斯（Marie de Negri d'Ables）在1781年1月17日临终前发现雷恩城堡的秘密后，藏在支撑教堂祭坛的中空柱子中的羊皮纸。羊皮纸共有四张，其中两张在热拉尔·德塞德即将出版的书中复制（其内容在1965年的这份文件中有所描述），另外两张包含比古神父（从1548年至1789年）和亨利·洛比诺（从1780年至1915年）制作的家谱。

### 圣血与圣杯
1982年，作家迈克尔·拜金特、理查德·利和亨利·林肯出版了《圣血与圣杯》。它成为了畅销书，并宣传了普朗塔尔的郇山隐修会的故事，认真对待了20世纪60年代和70年代郇山隐修会文件的内容。这本书为故事增添了一个新的元素，墨洛温王朝的国王实际上是历史中的耶稣和抹大拉的馬利亞的后裔，而隐修会（及其军事分支，圣殿骑士团）的目的是保护耶稣血统的秘密皮埃尔·普朗塔尔被假设为耶稣基督的直系后裔。
1982年2月，普朗塔尔在法国电台采访中否认了《圣血与圣杯》是虚构的，后来甚至否认了20世纪60年代和70年代郇山隐修会的文件是虚假和无关的。

### 骗局败露
1989年的一份郇山隐修会通告称罗杰·帕特里斯·佩拉（Roger-Patrice Pelat）为郇山隐修会的宗师。佩拉是时任法国总统弗朗索瓦·密特朗的朋友，也是法国总理皮埃尔·贝雷戈瓦受贿丑闻的中心人物。普朗塔尔的这一行为产生了意想不到的后果；1993年10月，调查佩拉丑闻的法官对皮埃尔·普朗塔尔的房子进行了搜查。搜索没有找到任何与佩拉有关的文件， 但发现了大量虚假文件，包括一些宣称普朗塔尔是真正的法国国王的文件。普朗塔尔在宣誓下承认他捏造了一切，包括佩拉与郇山隐修会的关系。
普朗塔尔后来受到佩拉家族的法律诉讼威胁，从此消失在法国南部的家中。直到2000年2月3日普朗塔尔在巴黎去世，人们才再次听到他的消息。他的遗体被火化。

## 著作
- Vaincre: Pour une Jeune Chevalerie (editor, six issues, 1942–1943). Bibliothèque nationale, RES 4- LC2-7335
- Circuit. Bulletin d'Information et de Défense des Droits et de la Liberté des Foyers H.L.M. (editor, twelve issues, 1956).  Bibliothèque nationale, 4-JO-12078
- Circuit, Publication Périodique Culturelle de la Fédération des Forces Françaises (editor, originally nine issues, 1959). Bibliothèque nationale, 4-JO-14140
- Gisors et son secret (1961). Bibliothèque nationale, 4-LK7-56747
- Tableaux Comparatifs des Charges Sociales dans les Pays du Marché Commun (1961). Bibliothèque nationale, 4-R PIECE-5274
- Victor Hugo (1978). Bibliothèque nationale, 4-LN27-75000
- Preface to Henri Boudet, La Vraie Langue Celtique et le Cromleck de Rennes-les-Bains (Paris: Éditions Pierre Belfond, 1978). ISBN 2-7144-1186-X
- L'Or de Rennes: mise au point (1979). Bibliothèque nationale, 4-Z PIECE-1182
- "L'Horloge Sacrée qui permet décoder les quatrains", in Nostra, Special-Issue Number 1 (1982).
- Vaincre (editor, four issues, 1989–1990). Bibliothèque nationale, 4-JO-57134